# Milt Holland
Milton Olshansky conocido como "Milt" Holland (7 de febrero de 1917 - 4 de noviembre de 2005) fue un batería, percusionista, musicólogo y escritor estadounidense muy activo en la escena musical de Los Ángeles durante las décadas de 1960 y 1970. Fue pionero en la introducción de ritmos de percusión africanos, latinoamericanos e hindús en el jazz, la música pop y las bandas sonoras de películas. Holland viajó por todas estas regiones del mundo adquiriendo instrumentos de percusión tradicionales y aprendiendo su uso.

## Biografía
Holland nació con el nombre de Milton Olshansky en Chicago. Se inició en el mundo de la música aprendiendo a tocar el violín pero pronto desarrolló un enorme interés por los instrumentos de percusión. Con tan sólo doce años ya estaba actuando en locales Speakeasy para gente como Al Capone.
A comienzos de los años 40, Holland salió de gira y realizó grabaciones con la Orquesta de Raymond Scott Orchestra.
Estudió tabla en UCLA antes de viajar en 1963 a la India, donde aprendió con el maestro de tabla Chatur Lal. Durante los años 60 y primeros 70, viajó frecuentemente a la India y a África estudiando los ritmos tribales. 
Tras instalarse en Los Ángeles, trabajó como músico de sesión en innumerables grabaciones de jazz y pop así como en bandas sonoras para el cine y la televisión. Entre sus más destacadas colaboraciones figuran artistas como Frank Sinatra, Bing Crosby, the Beatles, the Rolling Stones, Chaka Khan, John Williams, Leonard Bernstein, Elmer Bernstein, Quincy Jones, Nat King Cole, Henry Mancini, Loggins and Messina, James Taylor, Ella Fitzgerald, Laurindo Almeida, Ry Cooder, Bonnie Raitt, Seals and Crofts, Ray Manzarek, Michael Dinner, Gordon Lightfoot, Ringo Starr, Kenny Loggins, Jim Messina, Poco, Captain Beefheart, David Blue, Rita Coolidge, Carly Simon, Cal Tjader, the Doobie Brothers, Little Feat, Maria Muldaur, Randy Newman y Joni Mitchell. Tocó el pandeiro, las congas y el triángulo en el tema de Mitchell, Big Yellow Taxi así como la percusión de la exitosa versión de Light My Fire de José Feliciano.
Como parte de la agrupación de músicos conocida como "Wrecking Crew", colaboró en la grabación de numerosos álbumes que fueron certificados posteriormente como discos de oro y de platino. Holland se convirtió en el más reputado percusionista de ritmos exóticos entre los músicos de sesión de Los Ángeles. 
Participó en la grabación de las bandas sonoras de películas como West Side Story o Silent Running. Fue uno de los siete ilustres percusionistas, junto a nombres como Shelly Manne, Jack Sperling y Larry Bunker, que participaron en la banda sonora de la película de John Wayne, Hatari!, utilizando instrumentos de percusión africanos. Entre sus trabajos para televisión, destaca la banda sonora de la serie Raíces. Creó los efectos sonoros que acompañaban al personaje de Campanilla en la película animada de Walt Disney de 1953 Peter Pan así como el tintineo de la nariz de Elizabeth Montgomery en la teleserie Bewitched.
Holland falleció en Los Ángeles a la edad de 88 años.
Holland tocó tabla, pandeiro, marimba, congas, cabasa, cuica, timbales, maracas, pandereta, claves, coctelera, triángulo, bongos, timbales, vibráfono, marimba, tambores, campanas, campanas tubulares, campanillas de viento, tambor de registro, tambor de caja, Platillos, tambura, cimbalom, cencerro, glockenspiel, percusión latina, campanas de agogo entre otros instrumentos.

## Discografía

### Como líder
- Perfect Percussion: The 44 Instruments of Roy Harte & Milt Holland, World-Pacific Records (1961)

### Como músico de sesión
Con Gregg Allman
- Playin' Up a Storm  (1977)

Con Laurindo Almeida
- Ole! Bossa Nova  (1962)
- Brazil & Beyond  (1981)
- Brazilian Soul  (1981)
- Acapulco '22

Con Hoyt Axton
- Less Than The Song  (2007)
- Life Machine  (2007)

Con Joan Baez
- Gracias a la vida  (1974)

Con Burt Bacharach
- Blue Note Plays Burt Bacharach  (1968)

Con Louis Bellson
- Louis Bellson Swings Jule Styne (Verve, 1960)

Con Elmer Bernstein
- "The Man with the Golden Arm" (Decca, 1956)

Con Elvin Bishop
- Rock My Soul  (1972)

Con Bonaroo (band)
- Bonaroo (Wounded Bird)

Con Charlie Byrd
- Best Of The Concord Years  (2000)

Con Captain Beefheart
- Safe As Milk  (1967)
- Clear Spot  (1972)

Con Buddy Childers
- Sam Songs (1955)

Con Stanley Clarke
- School Days  (1976)

Con Rosemary Clooney
- Come on-a My House  (1951)
- The Very Best of Rosemary Clooney (2006)

Con Joe Cocker
- Joe Cocker!  (1969)
- Best of Joe Cocker  (2000)
- Gold   (2006)

Con Ray Conniff
- Friendly Persuasion  (1965)

Con Ry Cooder
- Ry Cooder  (1970)
- Into the Purple Valley  (1971)
- Boomer's Story  (1972)
- Paradise And Lunch  (1974)
- Chicken Skin Music  (1976)
- Bop Till You Drop  (1979)
- Get Rhythm  (1987)

Con Rita Coolidge
- Fall Into Spring  (1974)

Con Bing Crosby
- Fancy Meeting You Here  (1958)

Con Jackie Davis
- Hammond Goes Cha-Cha (1959)

Con Buddy DeFranco
- I Hear Benny Goodman and Artie Shaw
- Wholly Cats

Con Doug Dillard
- Banjo Album  (1969)

Con Doobie Brothers
- What Were Once Vices Are Now Habits  (1974)
- Long Train Runnin'  (1973)

Con Percy Faith
- Black Magic Woman  (1971)

Con Victor Feldman
- Secret Of The Andes  (1982)

Con José Feliciano
- ¡Feliciano!  (1968)
- Souled  (1968)

Con The 5th Dimension
- Age of Aquarius  (1969)
- Individually & Collectively (1972)
- Living Together Growing Together  (1973)

Con Jerry Fielding
- Jerry Fielding and his Orchestra  (1953)

Con Ella Fitzgerald
- Get Happy!  (1957)
- Hello Love  (1960)

Con The Free Movement
- I've Found Someone of My Own (1972)

Con Four Freshmen
- Voices In Latin (1958)
- The Freshman Year  (1958)

Con Jackie Gleason
- The Now Sound For Today's Lovers  (1969)

Con Graham Central Station
- Graham Central Station  (1975)

Con Arlo Guthrie
- Running Down the Road  (1969)
- Amigo  (1976)

Con Dirk Hamilton
- You Can Sing on the Left or Bark on the Right

Con Richard Harris
- Webb Sessions (1968)
- The Yard Went On Forever  (1968)

Con Joni James
- Like Three O'Clock In The Morning (1963)
- After Hours  (1963)

Con Pete Jolly
- Seasons  (2007)

Con Quincy Jones
- The Hot Rock OST (Prophesy, 1972)
- Roots (A&M, 1977)

Con Stan Kenton
- Retrospective

Con Claudia Lennear
- Phew  (1973)

Con Little Feat
- Sailin' Shoes  (1972)
- Dixie Chicken  (1973)

Con Kenny Loggins
- Keep The Fire  (1979)

Con Loggins & Messina
- Sittin' In]]  (1971)
- Loggins and Messina  (1972)
- Full Sail  (1973)
- Mother Lode   (1974)
- So Fine  (1975)
- Native Sons  (1976)
- The Best of Friends  (1976)
- The Best: Sittin' In Again (2005)

Con Henry Mancini
- The Latin Sound Of Henry Mancini  (1965)
- Mancini '67  (1966)
- Mancini Salutes Sousa  (1972)

Con Johnny Mandel
- I Want to Live (United Artists, 1958)

Con Herbie Mann
- The Magic Flute of Herbie Mann (Veve, 1957)
- Sound of Mann

Con Mark-Almond
- To the heart

Con Melanie
- Photograph  (1976)

Con Joni Mitchell
- Big Yellow Taxi (1970)
- Ladies of the Canyon  (1970)
- Court And Spark  (1974)
- Hits  (1994)
- Dreamland  (2004)

Con The Monkees
- Instant Replay  (1969)
- The Birds, The Bees & the Monkees  (1968)
- The Monkees Greatest Hits  (1976)

Con Randy Newman
- 12 Songs  (1970)
- Sail Away  (1972)
- Good Old Boys (1974)
- Little Criminals  (1977)
- Guilty: 30 Years of Randy Newman (1998)

Con Harry Nilsson
- Aerial Ballet  (1968)
- The Point!  (1970)
- Aerial Pandemonium Ballet  (1971)
- Son of Schmilsson (1972)

Con Anita O'Day
- Complete Signature & London Recordings  (1942)
- Anita Sings the Most  (1957)

Con Gabby Pahinui
- Best Of The Gabby Band  (1971–1979)

Con Van Dyke Parks
- Discover America  (1972)

Con Oscar Peterson
- Oscar Peterson and Friends (1952)

Con Poco
- The Best of Poco  (2000)

Con Dean Martin
- Young Dino  (2006)

Con Ray Peterson
- Tell Laura I Love Her  (1960)

Con Bill Plummer
- Cosmic Brotherhood (1968)

Con Bonnie Raitt
- Takin' My Time  (1973)
- The Bonnie Raitt Collection  (1990)

Con Shorty Rogers
- Bossa Nova (Reprise, 1962)

Con Rufus con Chaka Khan
- Ask Rufus  (1977)

Con Pete Rugolo
- The Original Music of Thriller (Time, 1961)

Con Sanford & Townsend
- Duo-Glide

Con Lalo Schifrin
- Gone with the Wave (Colpix, 1964)
- Jazz Suite on the Mass Texts (RCA Victor, 1965) con Paul Horn
- There's a Whole Lalo Schifrin Goin' On (Dot, 1968)

Con Seals & Crofts
- Summer Breeze  (1972)
- Get Closer  (1976)

Con John Sebastian
- Tarzana Kid

Con Bud Shank
- Bossa Nova Jazz Samba (Pacific Jazz, 1962) with Clare Fischer
- Brasamba!  (Pacific Jazz, 1963) con Clare Fischer y Joe Pass

Con Ravi Shankar
- Charly: Original Soundtrack Recording  (1968)

Con Carly Simon
- Another Passenger  (1976)

Con Frank Sinatra
- "The Capitol Years" (1990)

Con Nancy Sinatra
- Cherry Smiles: The Rare Singles (2009)

Con Phil Spector
- Back to Mono (1958–1969)

Con Ringo Starr
- Ringo  (1973)

Con Barbra Streisand
- Stoney End  (1971)

Con James Taylor
- Gorilla  (1975)
- In the Pocket  (1976)
- Greatest Hits  (1976)

Con Bill Thomson
- Fantabulous  (1957)

Con Cal Tjader
- West Side Story
- Cal Tjader Plays the Contemporary Music of Mexico and Brazil  (1962)

Con Nancy Wilson
- Today, Tomorrow, Forever  (1964)

Con Paul Winter
- Icarus  (1972)